# 劉問霞
劉問霞（1895年—1944年），原籍天津，中國東北大鼓女性演奏家。
早年拜劉連甲為師學東北大鼓。擅長演唱抒情段落，尤以《紅樓夢》中唱段最突出。有「奉天鼓王」的稱號，在東北和關內都有很大的影響力，並在1930年代曾錄製唱片。